# Fest-Polonaise
Fest-Polonaise, op. 352, är en komposition av Johann Strauss den yngre. Den spelades första gången den 15 september 1871 i Volksgarten i Wien.

## Historia
Sommaren 1870 planerade Johann Strauss för första gången ett gästspel i spa-staden Baden-Baden i utkanten av Schwarzwald. Men projektet misslyckades på grund av Fransk-tyska kriget som utbröt den 19 juli och omöjliggjorde verksamheten som främst besöktes av fransmän. I juli 1871 återvände Strauss med sin hustru Jetty för att dirigera en serie konserter med början den 15 juli. Vid den tidpunkten hade de franska gästerna ersatts av besökare från Preussen och södra Tyskland. Engagemanget var viktigt för Strauss, då staden även besöktes av många prominenta personer och då Strauss visste att hans närvaro skulle bli omskriven i pressen inte bara i Tyskland utan även i Österrike, Frankrike, Storbritannien, Ryssland och Skandinavien. Dagen innan konserten iordningställdes i all hast en extra konsert på begäran av den tyska kejsarinnan Augusta och tack vare den blev Strauss inviterad att dirigera i Berlin. Den 25 augusti lämnade Strauss Baden-Baden och for till Berlin. Med sig hade han en nyskriven komposition som var ämnad för kejsare Vilhelm I av Tyskland. Dessvärre uppstod inget lämpligt tillfälle att framföra stycket i Berlin, så Strauss tog med den tillbaka till Wien där hans bror Eduard Strauss framförde den vid en välgörenhetskonsert i Volksgarten den 15 september. Med titeln Fest-Polonaise publicerades verket som en pianoduett, men när Johann Strauss framförde den påföljande år i Baden-Baden inför kejsarparet hade den fått titeln Kaiser Wilhelm-Polonaise. Som tack tilldelades Strauss Röda örns orden av kejsaren.

## Om verket
Speltiden är ca 8 minuter och 37 sekunder plus minus några sekunder beroende på dirigentens musikaliska tolkning.